# تياغو سيلفا (لاعب كرة قدم مواليد 1979)
تياغو سيلفا (بالبلغارية: Тиаго Силва)‏ (بالبرتغالية: Tiago Silva dos Santos‏) هو لاعب كرة قدم برازيلي وبلغاري في مركز الدفاع، ولد في 4 أبريل 1979 في Taquari ‏ في البرازيل. شارك مع منتخب البرازيل تحت 20 سنة لكرة القدم ومنتخب بلغاريا لكرة القدم. أما مع النوادي، فقد لعب مع بورتوغيزا سانتيستا وجمعية بورتوغيزا الرياضية وسسكا صوفيا ونادي بارانا ونادي بالميراس ونادي جوفنتودي ونادي جينك ونادي فلومينينسي ونادي ليتكس لوفتش.

## وصلات خارجية
- تياغو سيلفا (لاعب كرة قدم برازيلي) على موقع قاعدة بيانات كرة القدم.إي يو (الإنجليزية)
- تياغو سيلفا (لاعب كرة قدم برازيلي) على موقع ناشيونال فوتبول تيمز (الإنجليزية)